# 小河儿遗址
小河儿遗址，位于中国青海省互助县五峰乡下马圈村，为青海省市县级文物保护单位，公布日期为1983年10月12日，类型为古遗址。
小河儿遗址的历史年代为青铜时代、唐汪式。